# Полковник-Минково
Полко́вник-Ми́нково (болг. Полковник Минково) — село в Добрицькій області Болгарії. Входить до складу общини Добричка.

## Населення
За даними перепису населення 2011 року у селі проживали 228 осіб.
Національний склад населення села:
| Національність   | Кількість осіб | Відсоток |
| ---------------- | -------------- | -------- |
| болгари          | 170            | 74,6%    |
| цигани           | 44             | 19,3%    |
| турки            | 14             | 6,1%     |
| інша             | 0              | 0%       |
| не визначились   | 0              | 0%       |
| Всього відповіли | 228            |          |

Розподіл населення за віком у 2011 році:
Динаміка населення: